# Вовчук Іван Федорович
Іва́н Фе́дорович Вовчу́к, (Від народження і до еміграції — Федір Іванович Вовк; 18 вересня 1902 с. Очеретувате, Хорольський повіт, Полтавська губернія — 14 травня 1979, Пітсбург, США) — український громадський і політичний діяч, віцепрезидент УГВР, член Проводу ОУН, один з ідеологів національно-визвольного руху 1940–1970-х років, Праведник народів світу (1998). 

## Життєпис

### Молоді роки
Народився у селянській родині Івана Васильовича і Марії Захарівни Вовків. 
Родина була двічі розкуркулена. Спершу — за часів «воєнного комунізму» на Полтавщині, а потім під час загальної колективізації в Краснодарському краї. 
За кілька років по його народженні родина переїхала у сусіднє село Устимівку, де народилися сестра Федора Євдокія (1906), брати Андрій (1913) та Василь (1914).
У 1922 році закінчив Вищий педагогічний інститут. 
У 1926 р. закінчив сільськогосподарський факультет Харківського університету і працював співробітником Науково-дослідного інституту рослинництва в Харкові. Потім працював головним зоотехніком радгоспу «Гігант». У 1930–1934 рр. був директором Трудової школи №14 у Харкові. 
Був одружений з Єлизаветою Максимівною Шкандель (1902–1946). У 1926 році у них народився син Вадим.
Навесні 1936 р. родина переїхала в м. Нікополь Дніпропетровської області, де Вовк був призначений директором новозбудованої СШ № 9, а Єлизавета Шкандель отримала посаду вчительки мови і літератури.

### Боротьба під час Другої світової
У середині вересня 1941 року, після відступу радянських військ від Дніпра, німецьке військове командування в Нікополі почало формувати міське та районне управління з числа місцевих жителів. Члени Південної похідної групи ОУН-Б Климишин Микола і Целевич-Стецюк Уляна запропонували йому влаштуватися на роботу до Нікопольської районної управи на посаду керівника сільгоспуправи.
У жовтні 1941 р. Ф. І. Вовк брав участь у створенні і очолював Нікопольський осередок «Просвіти» імені Тараса Шевченка до літа 1942 р., коли Товариство було заборонено німецьким гебітскомісаріатом.
Будучи Нікопольським районним (тереновим) провідником ОУН, Вовк підтримував зв'язок з Нікопольським окружним провідником ОУН «Тиміш» і крайовим провідником ОУН Південно-східних українських Земель в Дніпропетровську Василем Куком (він же Леміш, полковник Коваль). У складі осередку ОУН, який він очолював, було до 100 осіб. 
Сприяв створенню восени 1941 р. Нікопольської агрошколи. Статус агрошколи убезпечував її учнів від відправлення на примусові роботи до Німеччини. Таким чином Федір Вовк врятував від примусової депортації до Німеччини близько 300 юнаків.

### Праведник народів світу
Під час проведення нацистами винищення єврейського населення Нікополя восени 1941 року Федір Вовк разом зі своєю дружиною і вчителькою М. П. Мізіною врятували від розстрілу вчительку Сару Бакст, її матір, двох синів і племінника. Їх переховували певний час в Нікополі, а потім організували перевезення в безпечне місце.
Деталі порятунку розповіла Петру Перепаді сама Сара Бакст. 
На підставі її свідчень у 1998 році Меморіальний комплекс історії Голокосту «Яд Вашем» Ізраїлю присвоїв Ф. І. Вовку, Є. М. Шкандель, М. П. Мізіній звання «Праведники народів світу».

### Віцепрезидент УГВР
У жовтні 1943 року із сім'єю та групою молодих членів ОУН виїхав під виглядом біженців на Захід України.
Під час перебування на Галичині підтримував зв'язки з керівництвом ОУН, командуванням УПА, Ініціативним Комітетом зі створення представництва українського народу. Саме тоді він отримав псевдо Іван Федорович Вовчук, який мав до кінця життя.
Брав участь в організації та проведенні 11-15 липня 1944 року першого Великого Збору Української Головної Визвольної Ради, який відбувся біля с. Сприня Самбірського повіту. Перший Великий Збір сформував і прийняв основні законодавчі документи УГВР — «Уклад», «Платформу» і «Універсал» УГВР, вибрав керівні органи УГВР: Кирило Осьмак — президент, Василь Мудрий — перший, доктор Іван Гриньох — другий, Іван Вовчук — третій віцепрезиденти, Роман Шухевич — голова генерального секретаріату, він же командувач УПА. 

### На еміграції. Європа
У серпні 1944 переходить на територію Словаччини, а згодом до Німеччини.  Взимку 1945 – 1946 перебував у таборі Карлсфельд близько Мюнхена, працював редактором органу Проводу ЗЧ ОУН «Визвольна політика» та брав безпосередню участь у роботі газети «Українська трибуна».
Наприкінці 1945 за дорученням Ліги українських політичних в’язнів Іван Вовчук очолив Український народний університет із філіями у таборах українських біженців на території Німеччини.
У 1946 за ініціативи Івана Вовчука у Німеччині було відновлено роботу Спілки української молоді (СУМ).
У лютому 1946 був також кооптований в Провід ОУН. Одночасно залишається в 1946–1949 членом закордонного представництва УГВР (ЗП УГВР).
Розшукав свого сина Вадима. У 1946 р. померла дружина Ф. І. Вовчука Єлизавета Максимівна Шкандель, яку поховали під ім'ям Марії Вовчук. 
У 1947 у Західній Німеччині познайомився з Лідією Михайлишин, з якою повінчався 13 травня 1947 р. 22 березня 1948 р. у них народився син Андрій, майбутній визначний інженер і науковець.

### На еміграції. Америка
З січня 1950 у США.  Працює редактором газети «Національна трибуна» (1950–1952).
Очолив Організацію Оборони Чотирьох Свобід України як Голова її головної управи. При цьому залишається членом Проводу ЗЧ ОУН.
Був автором багатьох наукових та аналітичних статей в українській пресі і сприяв виданню у «Віснику ООЧСУ» багатьох творів ідеологів українського націоналізму.
У жовтні 1959 брав участь в у похоронах провідника ОУН С. Бандери.
Як член Проводу ОУН він був найближчим соратником не тільки С. Бандери, а й С. Ленкавського, Я. Стецька, співпрацював з пресовими органами ОУН «Шлях перемоги», «Гомін України», «Визвольний Шлях».
14 травня 1979 помер і був похований через три дні поблизу Піттсбурга (США) на українському цвинтарі Святої Трійці. На могилу І. Ф. Вовчука Голова ОУН Я. Стецько поклав грудку землі з Канева, з могили Кобзаря.
В некролозі від імені Проводу ОУН під керівництвом Я. Стецька було зазначено:

"Незабутній Небіжчик був полум'яним патріотом, людиною глибокої думки, небуденним інтелектуалом, непересічним знавцем революційно-визвольних процесів в Україні і в Російській імперії. Він був гордістю революційної ОУН. Його праці для підпільної України, як і для інтелектуальної української еліти знаходили глибокий відгомін серед патріотичних кіл України. Його головна, широким колам невідома, творчість була направлена довгі роки, в планах Проводу ОУН, на відрізок ідейно-політичного бою проти російського імперіалізму і комунізму в Україні і в цілій імперії. Своїми есе і статтями він наносив дошкульних ударів більшовицьким окупантам, російським наїзникам.
Покійний — це була велика і багатогранна індивідуальність. Неабиякий націоналістичний суспільно-політичний діяч, надзвичайно передбачливий розум, який іноді в своїх проєкціях, задумах і планах випереджав своїх співробітників. Покійний був вдумливим аналітиком світових політичних процесів і значення місця в них України, як революційної проблеми світу.
Це був гордий націоналіст-революціонер, який ніколи не схилив прапора революційної ОУН".

## Вшанування пам'яті
Іменем Івана Вовчука (Федора Вовка) названо вулиці у Нікополі, Дніпрі та Полтаві.
На пам'ять про свого батька Ендрю (Андрія) та діда Івана Федоровича його онуки Юрій, Зеновій та Борис Вовчуки заснували в США Vovk Foundation, місією якої є допомога та підтримка українців та України – батьківщини їхніх предків.